# Polianthes multicolor
Polianthes multicolor là một loài thực vật có hoa trong họ Măng tây. Loài này được E.Solano & Dávila mô tả khoa học đầu tiên năm 2003.